# Stimmia
Stimmia là một chi bướm đêm thuộc họ Noctuidae.